# 3288 Seleucus
A 3288 Seleucus (ideiglenes jelöléssel 1982 DV) egy földközeli kisbolygó. Hans-Emil Schuster fedezte fel 1982. február 28-án.